# Jean-Louis Toselli
Jean-Louis Toselli (né le 21 septembre 1955 à Gradignan en Gironde) est un footballeur français qui évoluait au poste de milieu de terrain.

## Biographie
Natif de la banlieue de Bordeaux, Toselli débute le football dans le club de sa ville natale du US Gradignan, avant de rejoindre les rangs des équipes de jeunes du grand club de la région bordelaise, les Girondins de Bordeaux. Il fait ses débuts en professionnel en 1975, mais ne joue qu'un seul match en championnat, puis trois la saison suivante.
En manque de temps de jeu, Toselli rejoint alors la Corse et signe chez le Gazélec Ajaccio en 1977.
Au bout de deux saisons, il retourne en Aquitaine et signe chez l'AS Libourne, avec qui il reste jusqu'en 1984.